# 李吐于
李吐于（?—?），《资治通鉴》作李吐干，《辽史》作李咄于，是契丹大贺氏首领，唐朝松漠都督府都督，窟哥的孙子，李鬱于的弟弟。
开元十一年（723年），李鬱于病死，李吐于袭爵，任松漠都督府都督，静析军经略大使。他也娶燕郡公主为妻，李吐于是第四个迎娶唐朝公主的契丹首领。李吐于任内与唐王朝往来甚密，多次遣使赴唐，献方物，受唐厚遇和赏赐。李吐于与部落联盟军事首长、静析军副使可突于相猜忌。开元十三年（725年），携燕郡公主来奔唐朝内地，不敢还松漠，唐玄宗改封他为辽阳郡王，留于宫中宿卫。其弟李邵固在契丹继为新首领。
| 前任： 李鬱于 | 契丹首领 松漠都督府都督 723年—725年 | 繼任： 李邵固 |